# Balzerovo ležení
Balzerovo ležení (německy Balzers Lager, tj. Balzerův tábor), též zvané Exulantská jeskyně nebo Tetřevna či Tokaniště, je skalní převis v Jetřichovických stěnách v okrese Děčín na území Národního parku České Švýcarsko. Jeskyně je památkově chráněná jako archeologické naleziště a historicky významná lokalita a je zapsaná v Ústředním seznamu nemovitých kulturních památek České republiky.

## Historie
Skalní převisy a jeskyně v pískovcích severních Čech byly využívány jako obydlí již v období mezolitu, tj. střední doby kamenné v prehistorických časech  kolem 10 000 př. n. l. až 8000 př. n. l., jak potvrdil archeologický průzkum, který v této oblasti provedli pracovníci Archeologického ústavu Akademie věd České republiky. I z okolí Jetřichovic pocházejí zhruba deset tisíc let staré archeologické nálezy, jako jsou pazourky a úštěpky pravěkých nástrojů. Byly zde nalezeny také předměty z pozdější doby bronzové.
V historických dobách byl velký skalní převis, který se nachází v lesích severně od Jetřichovic, využíván obyvateli okolních sídel i majiteli zdejšího panství Kinských k různým účelům. Podle pověsti, tradované ve zdejším regionu, je název jeskyně odvozen od jména jistého Balzera, pod jehož vedením na toto místo uprchli v době třicetileté války obyvatelé Jetřichovic před drancujícími švédskými vojsky.

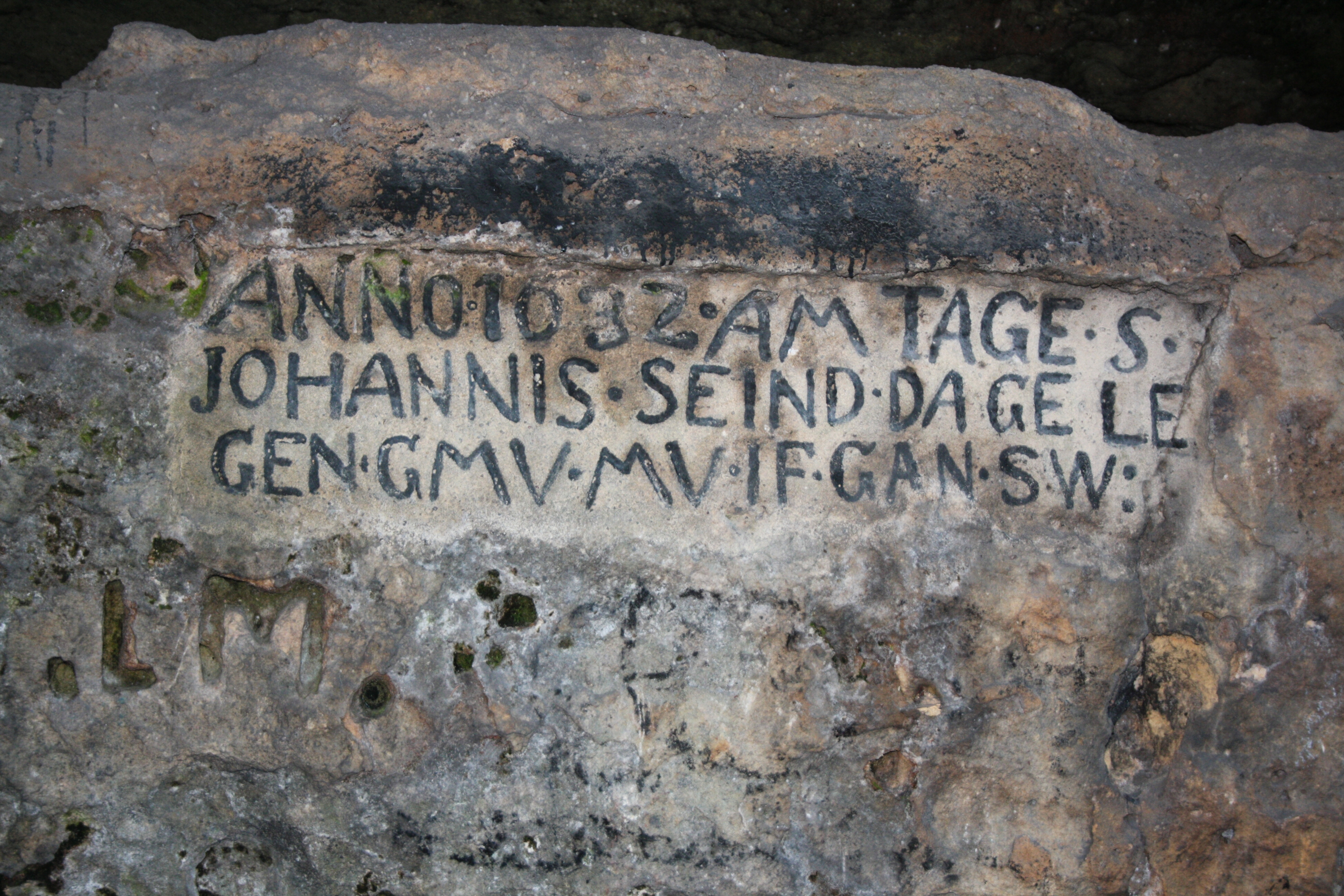
Nápis z roku 1632

Na pískovcové stěně v hloubi skalního převisu jsou umístěny tři historické nápisy, z nichž nejstarší je datován na svátek svatého Jana Křtitele v roce 1632, tedy v době, kdy cizí vojska táhla zdejší krajinou a ohrožovala domovy i životy místních obyvatel.
Jiný výklad spojuje název této lokality s německým slovesem balzen, což v překladu znamená „tokat“. I pro toto vysvětlení existují podklady, protože je známo, že toto místo využívali jako přístřešek vrchnostenští myslivci a adjunkti, sloužící na zdejším panství. Jednou z povinností lesního personálu Kinských bylo v předjarním období sledovat obvyklá tokaniště tetřevů a na základě těchto pozorování hlásit majiteli panství počet tetřevích kohoutů, vyskytujících se v dané lokalitě. Stejný původ má i název chat Na Tokáni (německy Balzhütte), ležící severně od Balzerova ležení v lokalitě, kde kníže Rudolf Kinský nechal v roce 1833 uprostřed své obory vybudovat první útulnu pro lovce tetřevů.
Dalším z nápisů na skále je záznam, který pochází z roku 1856, kdy toto místo bylo cílem exkurze lesní sekce Společnosti německých lesníků a zemědělců. Na tuto událost navázali členové České lesnické společnosti, kteří 4. června 1998 uspořádali k Balcerovu ležení exkurzi ve stopách svých německých kolegů z 19. století. Návštěvu členů České lesnické společnosti připomíná třetí ze zdejších nápisů.

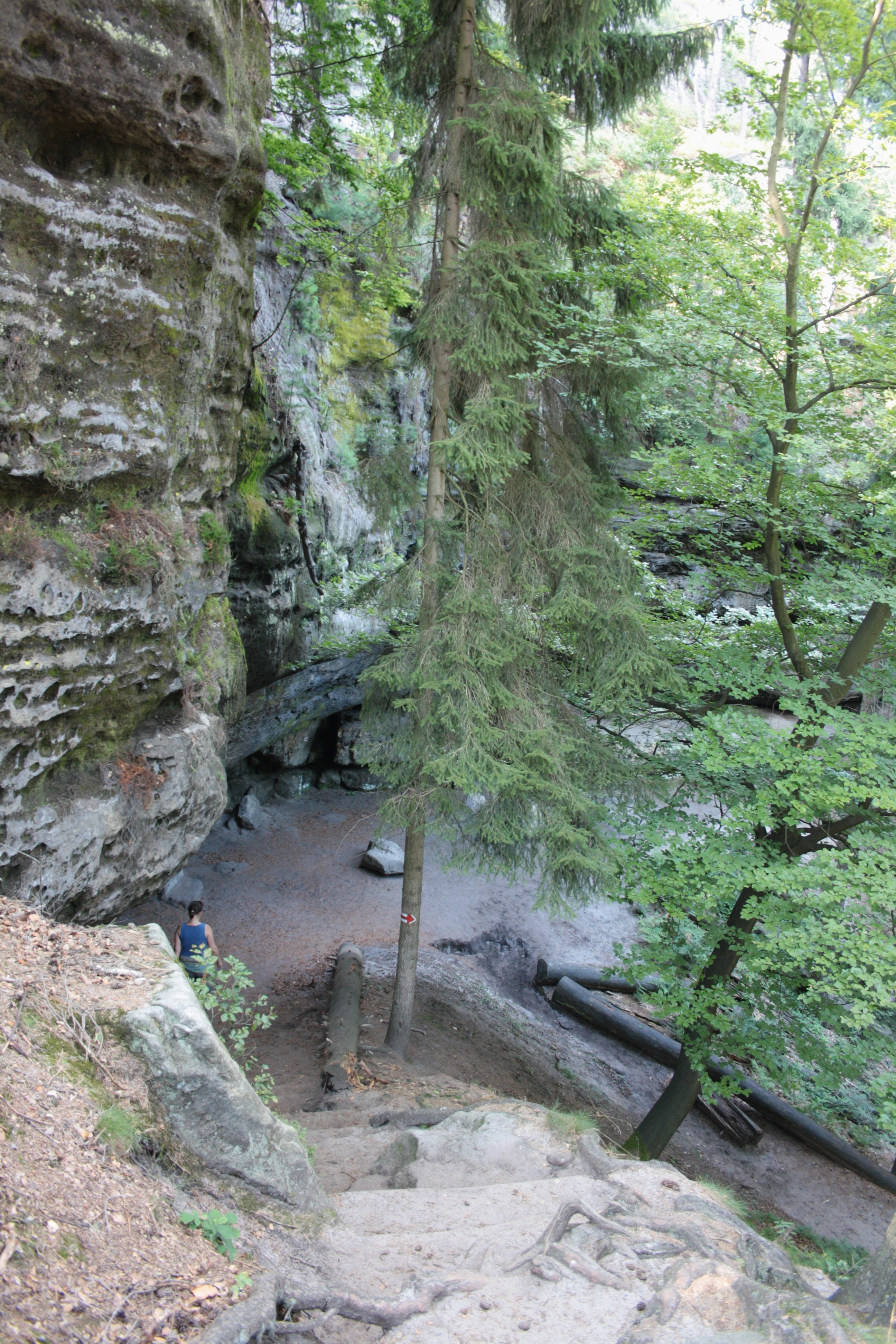
Pohled shora

V 19. století, kdy rostla obliba romantických výletů do přírody, byl pod skalním převisem provozován sezónní výčep. Pod převisem byly umístěny stoly a lavice, přilehlá skalní trhlina sloužila jako sklípek pro skladování připraveného občerstvení. Návštěvníkům Balzerova ležení zpříjemňovala pobyt také vystoupení muzikantů. Výčep zde existoval ještě na začátku 20. století, kdy jej provozoval Emil Günter z Jetřichovic.

## Popis
Skalní převis, známý jako Balzerovo ležení, se nachází v oblasti Jetřichovických stěn asi 1,5 km severně od Jetřichovic na trase červeně značené evropské dálkové trasy E3, která je zde totožná s trasou Naučné stezky Jetřichovické stěny. Viditelným dokladem historie, spojené s tímto převisem, jsou tři nápisy na skalní stěně. Nejstarší nápis z roku 1632 zní: ANNO 1632 AM TAGE. S./ JOHANNIS. SEIND. DA GELE/ GEN GMV.MV. IF GAN. SW. Cedule, kterou v roce 1856 nechal na skále vytesat lesmistr Ferdinand Bund z Rynartic, obsahuje německý text: „Wer ist Meister? Der, was ersann. Wer ist Gesell? Der, was kann. Wer ist Lehrling? Jedermann“. V překladu to znamená „Kdo je mistrem? Ten, kdo něco vymyslel. Kdo je tovaryšem? Ten, kdo umí. Kdo je učněm? Každý.“
Z dob, kdy převis sloužil jako odpočinkové místo a výčep pro turisty, se zachovaly dvě drobné kapající studánky, které byly vytesány ve skále. Tento způsob získávání vody v pískovcové krajině, chudé na vodní zdroje, nebyl nikterak neobvyklý. V okolí Balzerova ležení se nacházejí další podobné úpravy skalních převisů se stružkami a malými nádržemi, jako například na louce Hauswiese pod skalním hradem Falkenštejnem nebo v Malém mokrém dole pod „Pohovkou“ západně od Rudolfova kamene.
Jen asi 150 metrů vzdušnou čarou směrem na západ od Balzerova ležení se nachází Vilemínina stěna (německy Wilhelminenwand) neboli Vilemínina vyhlídka (po značené turistické cestě je vzdálenost zhruba trojnásobně delší).Vyhlídka, na které byl v 19. století umístěn přístřešek v podobě poustevny s křížem na střeše, byla pojmenována podle Wilhelminy Coloredo-Mansfeldové, manželky knížete Rudolfa Kinského. Ve obdobné vzdálenosti od Balzerova ležení jako Vilemínina vyhlídka se směrem na jih u cesty do Jetřichovic nachází známá Mariina vyhlídka, vybudovaná v roce 1856 na skále Velký Ostrý (Grosser Spitziger) a pojmenovaná na počest kněžny Marie Anny Kinské, rozené z Liechtensteinu.